# Ватиканский палимпсест

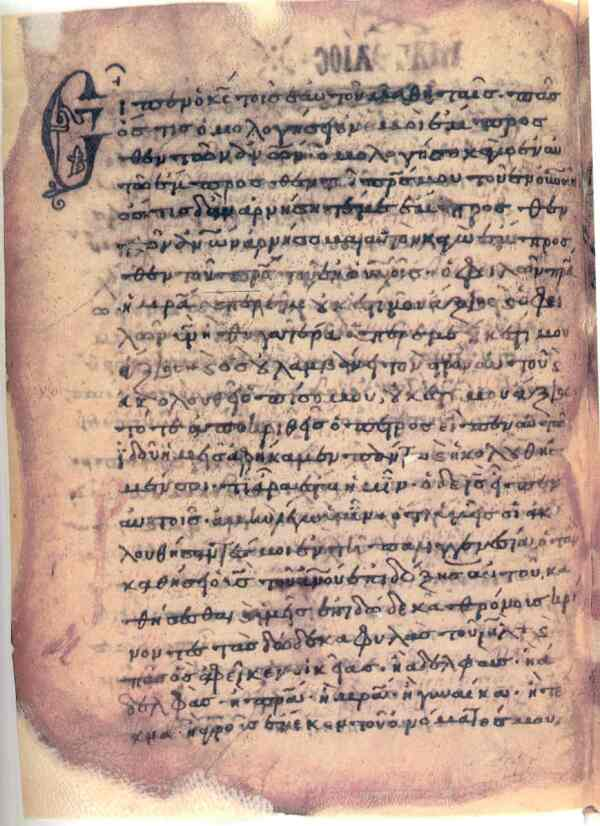
Ватиканский палимпсест

Ватиканский палимпсест — старославянская пергаментная рукопись на 203 страницах, записанная кириллицей, которая содержит Евангелие, старейшее из сохранившихся на славянском языке.

## История обнаружения
Рукопись в 1982 году обнаружил Трендафил Крыстанов в библиотеке Ватикана. Открытие произошло почти случайно в процессе поиска письма 1232 года на имя папского кардинала от вселенского патриарха Германа II, в котором говорится, что как греки, так и другие восточные народы, среди которых «и царство болгар с великими победами», желают принять унию с Римом. Рукопись, содержащая письмо, была записана в библиотеке под каталожным номером 2502. Под греческим текстом рукописи Крыстанов замечает кириллический текст. Как оказалось, это палимпсест: пергамент был использован повторно, написанное ранее было смыто или стёрто. В XIX веке для прочтения первоначальных текстов таких рукописей использовали химический реагент (гидросульфат аммония), разъедавший пергамент, в настоящее время для этого используют ультрафиолетовую фотографию. Из 203 страниц Ватиканского палимпсеста на сегодня удалось прочитать 186. Было установлено, что он содержит Служебное Евангелие X века.
До открытия Крыстанова самой старой точно датированной и локализованной славянской рукописью считалось Остромирово Евангелие, также написанное кириллицей. Это евангелие было переписано с восточноболгарской рукописи в Новгороде в 1056—1057 гг. На основе его и других старейших славянских рукописей (Ассеманиево Евангелие, Савина книга, Супрасальская рукопись и др.) строились научные теории, которые сильно недооценивают важность разговорного болгарского языка IX века в развитии славянской культуры. По словам проф. Крыстанова первые переводы братьев Кирилла и Мефодия были выполнены на живые юго-восточные болгарские говоры Фракии и Родоп. Кирилл Философ начинает свою переводческую работу ещё до Моравской миссии 863 года в монастыре Полихрон в малоазийской области Вифинии, где жили славяне, переселившиеся из Фракии и Родоп. На их язык он и переводит служебное Евангелие, освещённое римским папой. После 893 года этот язык был принят в Болгарии как официальный литературный и церковный язык.

## Издание
Ватиканский палимпсест был издан в 1996 году. В подготовке издания принимали участие Анна-Мария Тотоманова, которая проверяла перевод с греческого оригинала, и проф. Иван Добрев как редактор. Из-за нехватки средств до сих пор отсутствует факсимильное издание памятника, хотя он является, вероятно, старейшей из сохранившихся до наших дней кириллических рукописей.